# 乌鸦座
乌鸦座是南天小星座，属公元二世纪天文学家克劳狄乌斯·托勒密划定的48个星座，拉丁语原名意指乌鸦。希腊神话中乌鸦座的传说都与天神阿波罗有关。乌鸦座最亮的四颗恒星分别是軫宿一、軫宿三、軫宿二、軫宿四，在夜空构成显著的四边形。
2.59视星等的軫宿一是乌鸦座最亮恒星，是约四倍太阳质量的衰老藍巨星。历史短暂的左轄已有两个岩屑盤，三个恒星系有系外行星，可能还存在行星系但有待确认。乌鸦座TV是矮新星，由距离非常近的白矮星和棕矮星组成。

## 历史与神话

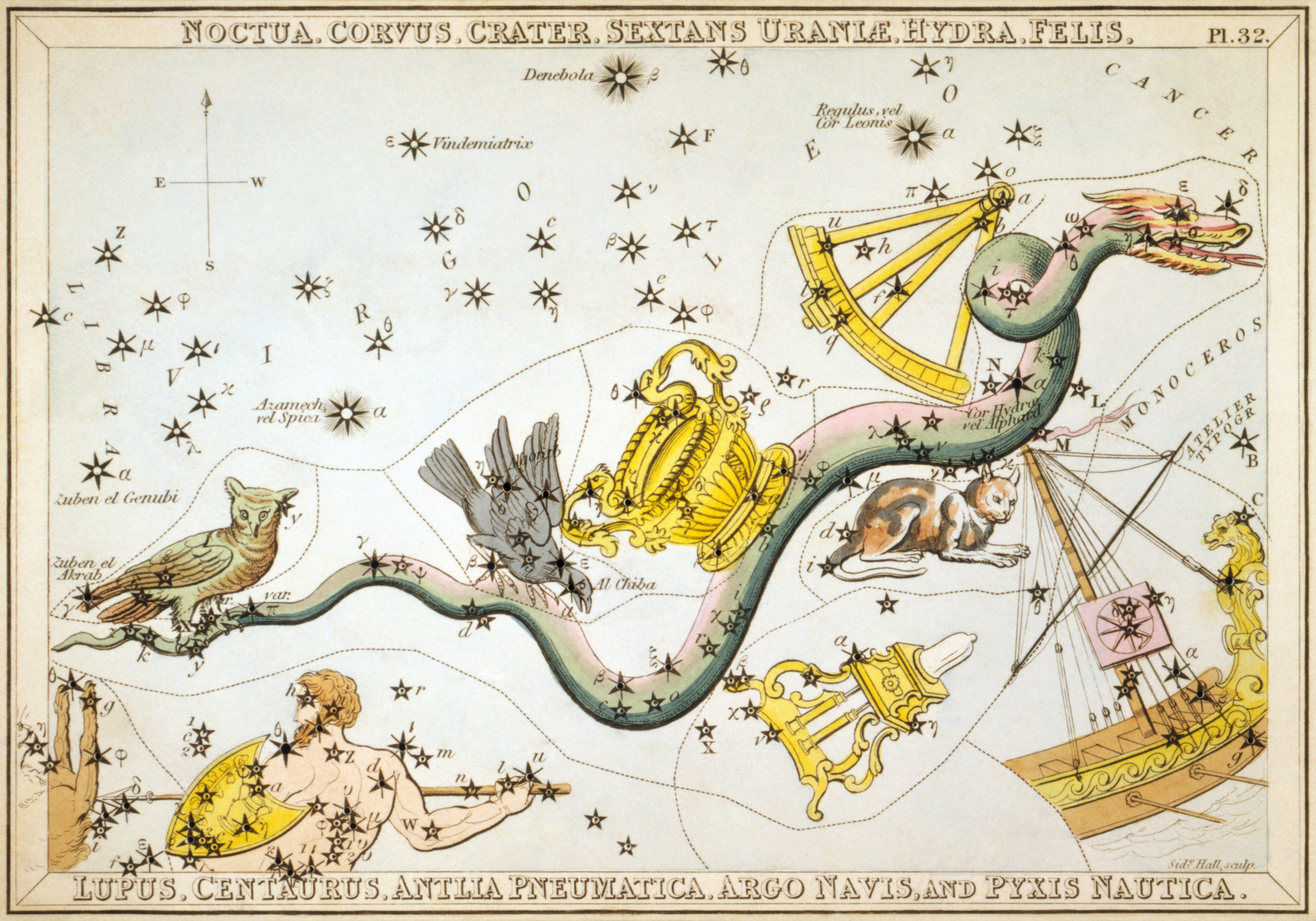
1825年星图卡片《乌拉尼亚之镜》，贯穿左右最显眼的是长蛇座，乌鸦座在蛇背上，与杯子代表的巨爵座挨在一起

公元前至少1100年的巴比伦星表就把今乌鸦座范围恒星称为乌鸦（MUL.UGA.MUSHEN）。现代人更熟悉的古典天文学把乌鸦座放在蛇（九头蛇）尾处。巴比伦人用乌鸦座代表雨和风暴之神阿达德，进入第二个千年后会在秋天的雨季前夕上升。英国科学家约翰·罗杰斯（John H. Rogers）认为，长蛇座在古巴伦规范星表《纲要》代表冥界之神宁吉兹济达（𒀭𒊩𒌆𒄑𒍣𒁕）。他推断长蛇座旁边的巨爵座与乌鸦座都象征死亡，代表冥界之门。乌鸦座、巨爵座、天鷹座和南魚座均在公元前500前左右传入希腊，分别代表冬至与夏至。此外，跨越全部天球赤道的长蛇座在古代还用作地标。密特拉教的符号和标志里也有巨爵座与乌鸦座，估计该教源于中东，后传入古希腊和罗马。

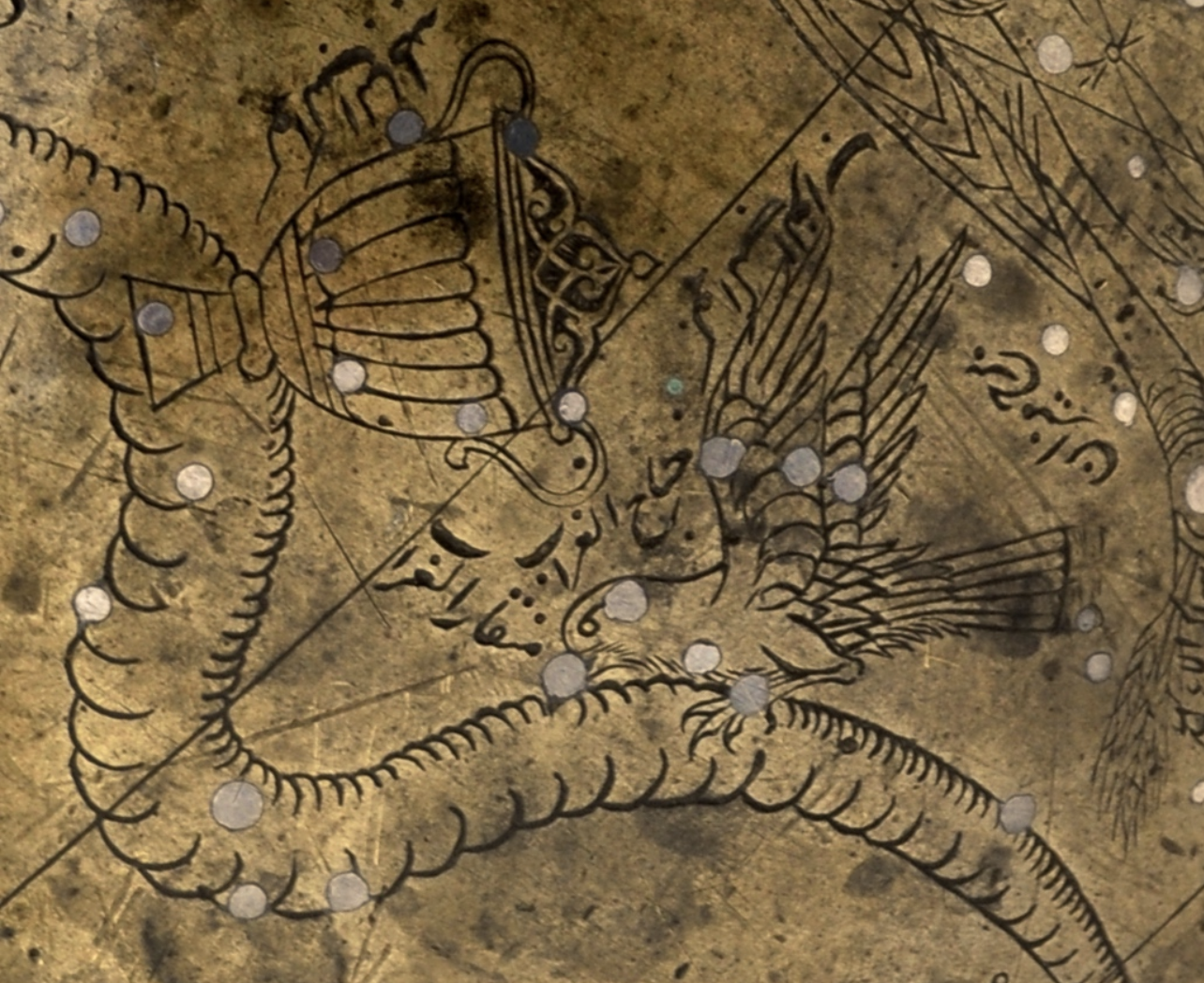
1632至1633年馬什哈德出产的玛努切赫尔地球仪上所印乌鸦座，瑞典阿迪尔诺收藏

拉皮斯人传言阿波罗的情侣科洛尼斯偷人，阿波罗从纯白色的乌鸦口中得知后愤怒不已，把乌鸦的毛全变成黑色。还有说法称阿波罗派手下乌鸦去取水，但乌鸦在路上发现无花果后等待果实成熟再吃掉，因此延误行程。乌鸦用杯取水后顺便带回水蛇，谎称是水蛇喝掉水导致延误。阿波罗看出乌鸦的欺骗，愤怒之下把杯子、蛇和乌鸦都朝天上一扔，分别变成巨爵座、长蛇座和乌鸦座，所在位置正好确保乌鸦没法儿从杯里喝水，以此警告不要得罪神明。
乌鸦座恒星在中国古代天文学属南方朱雀，四颗主要恒星构成二十八宿的轸宿星官轸，意为天车，右辖与左轄代表车轮支撑，长沙代表棺材。印度天文学用乌鸦座五颗主要恒星代表二十七宿之十三诃莎多的手或拳头。
众多玻里尼西亞文化把乌鸦座恒星划为星座。馬克薩斯群島把星座称为“米”（Mee），普卡普卡岛称为“蒂玛努”（Te Manu），社會群島称为“梅图艾帕帕”（Metua-ai-papa）。。托雷斯海峡岛民把乌鸦座视为代表渔民的右手，组成巨大的“塔改座”（Tagai）。
巴西中部马托格罗索州的波洛洛人把乌鸦座恒星看作陆龟“格里龟龟”（Geriguigui），西北亚马逊地区的图坎诺人视为白鹭。巴西聖路易斯島的圖皮人可能把乌鸦座星空视为用来烤鱼的烤架或烤炉，飞马座也可能代表烤架或烤炉。

## 简介
乌鸦座覆盖184平方度夜空，占0.446%，在88个现代星座排第70。星座北面和东面与室女座相邻，南埃长蛇座，西靠巨爵座。1922年，國際天文聯會确定以三字母缩写代表乌鸦座。。比利时天文学家尤金·德爾波特1930年正式划分星座边界，乌鸦座呈六条边组成的多边形（见文首信息框）。星座在赤道坐標系統的赤经位于11h 56m 22s至12h 56m 40s范围，赤纬在−11.68°到−25.20°之间。。星座位于南天球，北緯65度線以南才能看到完整星座。

## 显著特点

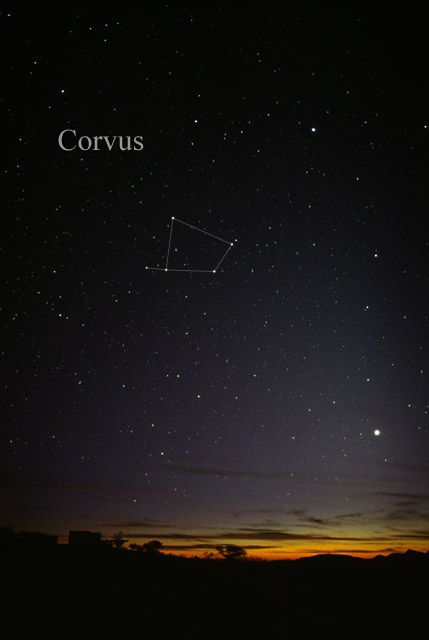
乌鸦座可用肉眼观测

### 恒星
德国天体制图师約翰·拜耳用希腊字母Α至Η为乌鸦座大部分亮星命名。約翰·佛蘭斯蒂德为九颗星体命名，但他划入旁边巨爵座的HD 104337在1930年确定星座边界后纳入乌鸦座，即乌鸦座31。乌鸦座共有29颗恒星亮度不低于6.5视星等。
乌鸦座亮星軫宿三、軫宿一、軫宿二、軫宿四组成人称“角宿一后桅纵帆”或“船帆”的四边形星群。四颗恒星亮度都算不上出类拔萃，但因所在位置比较黯淡，星群在夜空很容易识别。軫宿一与軫宿三指向角宿一，其中2.59视星等的轸宿一是乌鸦座最亮恒星。该星又名“吉恩纳”（Gienah），意指“翼”，在拜尔《測天圖》上代表乌鸦的左翼。轸宿一离地154±1光年，是光谱等级B8III的蓝白巨星，拥有4.2+0.4
−0.3倍太阳质量，355倍太陽光度。该星已有约1.6+0.4
−0.3亿年历史，核心的氢基本耗尽并开始膨胀和冷却，脱离主序星阶段。轸宿一是聯星，伴星是橙矮星或紅矮星，光谱等级K5V至M5V，质量约为太阳八成。主星和伴星相隔约50天文單位，估计伴星围绕主星的公转周期是158年。轸宿三是小型业余望远镜便能区分的雙星，2.9视星等的蓝白色主星距地球约87光年，约有2.7倍太阳质量，表面温度1.04万开尔文但光度达太阳65到70倍，估计该星要么是仅320万年历史的年轻主序星，尚未进入稳定的主序星阶段；要么是2.6亿年历史的衰老星体，开始耗尽核心含氢并膨胀和冷却，摆脱主序星阶段的同时辐射光度更强。星体光谱A0IV，与第二种情况相符。轸宿三一号伴星周围发现温暖的星周塵，天文学通常把星周尘纳入恒星系。二号伴星光谱K，是8.51视星等的橙矮星，周围也有星周塵。该星是后金牛T星，距主星至少650天文单位，公转周期至少9400年。轸宿三又名“阿尔戈拉布”（Algorab），意为“乌鸦”，与另一颗星代表乌鸦的右翼。联星斯特鲁维1669位于轸宿三东北4.5度，由相距5.4弧秒的两颗白色星体组成，可用小型业余望远镜分辨。联星离地280光年，合并视星等5.2（肉眼可见），其中主星5.9视星等，从星6.0视星等。
2.7视星等的轸宿四又名“克拉兹”，位于乌鸦胸口，离地146±1光年，约有2.06亿年历史和3.7±1倍太阳质量，耗尽核心含氢后膨胀并冷却至表面温度5100开尔文，如今是光谱等级G5II的黄亮巨星。估计轸宿四至今大部分时间是光谱等级B7V的蓝白主序星。代表乌鸦鼻孔位置的轸宿二又名“明卡尔”（Minkar），离地约318±5光年，是光谱等级K2III的紅巨星，约有54倍太阳半径和930倍太阳光度。该星质量约为太阳四倍，成型后大部分时间是光谱等级B5V的主序星。光谱等级K1III的橙色衰老恒星轸宿增五位于四边形星群以南、轸宿二与轸宿四之间，光度约为太阳70倍，距地球331±10光年。
光谱等级F1V的四等白色恒星右辖又名阿尔奇巴（Alchiba），离地48.7±0.1光年。该星光谱以三天为周期变化，要么是光谱联星，但更可能是劍魚座γ型變星，如果确是后者，估计星体质量约为太阳1.39倍。拜尔星图把右辖标在乌鸦的喙上方。
除轸宿三外，光谱等级F2V的黄白主序星左轄也代表乌鸦右翼，质量为太阳1.52倍，光度4.87倍，距太阳系约59光年。该星有两道岩屑盤环绕，其一相隔不到3.5天文单位，内部温度较高；其二相隔约150天文单位5.21视星等的蓝白Be星长沙代表乌鸦颈部，与星体HR 4691相距七弧秒，距地球420±10光年，光谱等级B8V。光谱中的氢发射线表明该星有星周盤，可能是光学双星或多颗恒星组成的小星系，与主星相隔至少五万天文单位，公转周期至少350万年。HR 4691也是双星，主星是光谱等级K0或G3的衰老黄巨星，从星是F型主序星。
佛蘭斯蒂德曾把5.26视星等的HD 104337划入巨爵座，人类一度以为它是水星的衛星。1974年3月27日，水手10號发现该星发射的远紫外线，表明星体属卫星，但后来发现是由恒星发出。如今科学家已确定HD 104337是遥远的联星系，主星是光谱等级B1.5V的炽热蓝白星，对伴星暂不了解。两星以2.9631天轨道周期围绕彼此旋转，主星可能是畢宿星團的藍掉隊星，约有15.5倍太阳质量，光度更达52262倍。
HD 110317又称乌鸦座VV，是间隔很小的光谱联星，围绕彼此旋转的轨道周期仅1.46天。两者都是光谱等级F5V的黄白主序星，其中主星的主序星阶段即将结束，开始膨胀和冷却。两星质量比0.775±0.024，2微米全天巡天在内部发现第三颗星体。乌鸦座W是亮度以九小时周期在11.16到12.5视星等变动的食双星，过去100年变动周期共延长一秒。两星距离很近，但表面温度差异很大，没有像科学家预料的那样发生热传递。乌鸦座SX不但是食雙星，还是相互接触的大熊座W型變星，两星距离太近令质量相互转移，此时从星已经可以视为主星的质量组成。乌雅座RV也是食双星，视星等以18小时周期在8.6至9.16变化。两星光谱等级分别是F0和G0，围绕彼此旋转的轨道周期只有0.7473天。
长周期刍藁变星乌鸦座R与轸宿一在同一片双筒望远镜视野，亮度以约317天周期在6.7至14.4视星等闪烁。乌鸦座TT是光谱等级M3III的红巨星和半規則變星，亮度6.48视星等，距地球约923光年，光度约太阳993倍。南十字座TU又称乌鸦座TU，属矮造父變星，这类星体脉冲周期很短（不超六小时），常用于星震學研究和宇宙距离尺度。该星亮度变化周期仅59分钟，变化幅度0.25视星等，均值6.53视星等。
乌鸦座已有三个恒星系发现行星。7.12视星等的黄白主序星HD 103774还很年轻，离地181±5光年，质量为太阳1.335±0.03倍，光度3.5±0.3倍。径向速度变化表明2013年该星有类似海王星尺寸的行星环绕，公转周期仅5.9天。HD 104067是光谱等级K2V、7.93视星等的橙矮星，距地球69±1光年，约有八成太阳质量，由约3.6倍木星质量的行星环绕，公转周期55.8天。WASP-83的行星质量接近土星，轨道周期仅五天，是在2015年经过恒星期间发现。此外，光谱等级G5V、距地球101±2光年的类太阳恒星HD 111031可能也有行星，但尚待确认。
离地28.9±0.6光年的红矮星罗斯695仅11.27视星等，肉眼无法观测，质量和半径约为太阳两成三，光度仅千分之七。VHS 1256-1257是41±3光年外的棕矮星，光谱等级M7.5，质量约为木星73倍，接近棕矮星与恒星的质量临界点。2015年2微米全天巡天计划首度发现该星有相隔102±9天文单位的伴星，估计质量为木星11倍。DENIS-P J1228.2-1547由两颗相互围绕旋转的棕矮星组成，离地73±3光年。乌鸦座TV是白矮星和棕矮星组成的矮新星，相互旋转的轨道周期仅90分钟，基准亮度17视星等，爆发时增至12视星等，克莱德·汤博1931年发现，大衛·李維1931和2005年发现。

### 深空天体

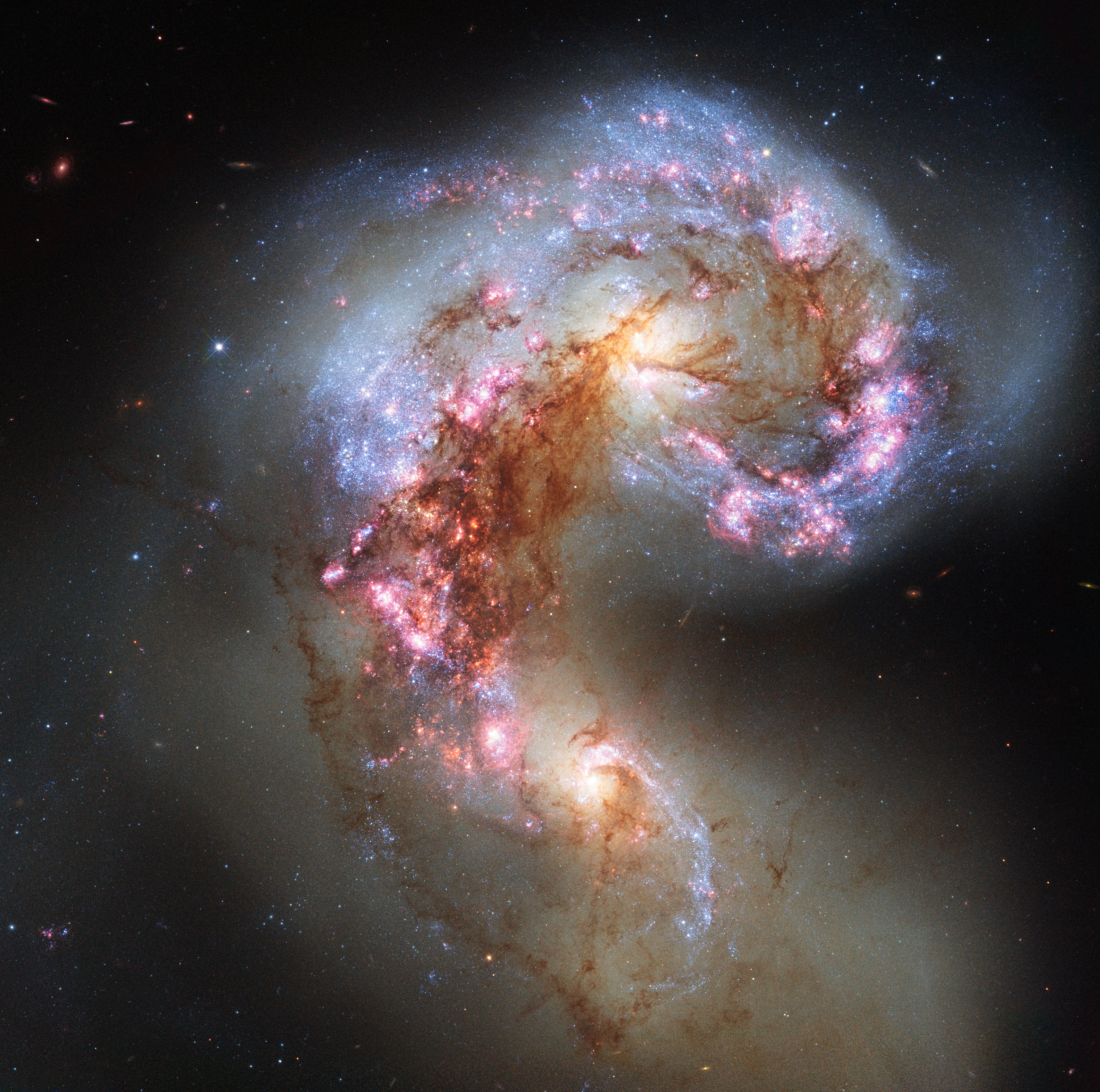
觸鬚星系

乌鸦座没有梅西耶天體，有可用业余望远镜观察的行星状星云，如星座中心10.3视星等的NGC 4361，形似小型椭圆星系，只不过从中心的13等星就能看出它是行星状星云。
NGC 4038星系群是跨越乌鸦座和巨爵座的星系群，包含13到27个星系，其中以HD 104337北侧的觸鬚星系最有名。触须星系由交互作用星系NGC 4038和NGC 4039组成，从地球来看类似心型。“触须”意指两星系巨大的潮汐尾，由两个螺旋星系本身旋转形成。触须星系正因星云间的相互作用大量形成恒星。两星系离地4500万光年，均有众多来历不明的超光X射线源，天文学家估计源自罕见的X射线联星或中等質量黑洞。触须星系在望远镜下呈十等星亮度。SN 2004gt是2004年12月12日爆发的Ic超新星，科学家未能在触须星系过去的影像发现该星，估计要么是40倍太阳质量的WC型沃爾夫–拉葉星，要么是20到40倍太阳质量的恒星组成联星系。SN 2007sr是地球观测亮度在2007年12月14日达到巅峰的Ia超新星。触须星系可能还会爆发超新星，适合拍摄高解析图像。
NGC 4027同属NGC 4038星系群，以极长的螺旋臂闻名，距HD 104337很近。NGC 4027是棒旋星系，不规则的形状估计是与附近的NGC 4027A相撞所致。乌鸦座东北部的椭圆星系NGC 4782与NGC 4783正在合并，离地约两亿光年。

### 流星雨
两场流星雨源自乌鸦座范围。德国天文学家库诺·霍夫迈斯特1937年发现6月25日持续到7月2日的乌鸦座流星雨并命名。但此后数十年都没有观测纪录，检查过去的文献也没有证据表明流星雨存在。霍夫迈斯特指出，流星雨轨迹与坦普爾-斯威夫特-林尼爾彗星类似，但尚无其他天文学家证实。目前这场流星雨和小行星4015关联。2013年1月，MO视频流星网发现左辖流星雨，包含1月20至26日的约300颗流星。同年的数据分析证实这场流星雨存在。

## 流行文化
1624年，德国天文学家雅各布·巴奇（Jakob Bartsch）把南船座比作挪亚方舟，把乌鸦座、天鸽座与《创世纪》大洪水神话里的乌鸦和鸽子相连。
天体物理学家奈爾·德葛拉司·泰森亮相2012年11月7日出版的2013年1月号第14期《动作漫画》，宣称超人的故乡氪星就在乌鸦座，围绕离地27.1光年的红矮星LHS 2520旋转。泰森与DC漫畫合作选择现实生活中的恒星充当氪星的适当母星，最后选中乌鸦座的LHS 2520，乌鸦还是超人所念斯莫维尔（Smallville）高中的吉祥物。